# James S. A. Corey
Cet article court présente un sujet plus développé dans : Daniel Abraham et The Expanse.
Œuvres principales
- Série The Expanse

James S. A. Corey est le nom de plume utilisé par Daniel Abraham et Ty Franck, auteurs de la série de romans de science-fiction The Expanse.
Le prénom et le nom de famille fictifs sont tirés des seconds prénoms d'Abraham et de Franck, respectivement, et S. A. sont les initiales de la fille d'Abraham.

## Œuvres

### SérieThe Expanse

#### Romans et nouvelles
1. L'Éveil du Léviathan, Actes Sud, coll. « Exofictions », 2014 ((en) Leviathan Wakes, 2011), trad. Thierry Arson, 624 p.  (ISBN 978-2-330-03311-8)
2. La Guerre de Caliban, Actes Sud, coll. « Exofictions », 2015 ((en) Caliban's War, 2012), trad. Thierry Arson, 620 p.  (ISBN 978-2-330-05100-6)
3. La Porte d'Abaddon, Actes Sud, coll. « Exofictions », 2016 ((en) Abaddon's Gate, 2013), trad. Thierry Arson, 592 p.  (ISBN 978-2-330-06422-8)Prix Locus du meilleur roman de science-fiction 2014
4. Les Feux de Cibola, Actes Sud, coll. « Exofictions », 2017 ((en) Cibola Burn, 2014), trad. Thierry Arson, 624 p.  (ISBN 978-2-330-07903-1)
5. Les Jeux de Némésis, Actes Sud, coll. « Exofictions », 2018 ((en) Nemesis Games, 2015), trad. Yannis Urano, 608 p.  (ISBN 978-2-330-10417-7)
6. Les Cendres de Babylone, Actes Sud, coll. « Exofictions », 2019 ((en) Babylon's Ashes, 2016), trad. Yannis Urano, 608 p.  (ISBN 978-2-330-11901-0)
7. Le Soulèvement de Persépolis, Actes Sud, coll. « Exofictions », 2019 ((en) Persepolis Rising, 2017), trad. Yannis Urano, 608 p.  (ISBN 978-2-330-12845-6)
8. La Colère de Tiamat, Actes Sud, coll. « Exofictions », 2021 ((en) Tiamat's Wrath, 2019), trad. Yannis Urano, 576 p.  (ISBN 978-2-330-14475-3)
9. La Chute du Léviathan, Actes Sud, coll. « Exofictions », 2022 ((en) Leviathan Falls, 2021), trad. Yannis Urano, 560 p.  (ISBN 978-2-330-16626-7)
10. La Légion des souvenirs, Actes Sud, coll. « Exofictions », 2023 ((en) Memory's Legion: The Complete Expanse Story Collection, 2022), trad. Yannis Urano, 480 p.  (ISBN 978-2-330-17966-3)

### UniversStar Wars

#### SérieEmpire and Rebellion
Le premier tome de cette série a été écrit par Martha Wells.
1. (en) Honor Among Thieves, 2014

### SérieLa Guerre des captifs
1. La Clémence des dieux, Actes Sud, coll. « Exofictions », 2025 ((en) The Mercy of Gods, 2024), trad. Yannis Urano, 416 p.  (ISBN 978-2-330-20640-6)